# Тим Кук
Тимоти Доналд Кук (рођен 1. новембра 1960) је главни извршни директор Епла, а раније је био главни оперативни директор компаније док је директор био њен оснивач Стив Џобс. Кук се придружио Еплу у марту 1998. године као виши потпредседник за послове широм света, а потом је био извршни потпредседник за продају. Постао је извршни директор 24. августа 2011. године, непосредно пре смрти Стива Џобса у октобру те године. Током свог мандата извршног директора, заговарао је политичку реформу међународног и домаћег надзора, увећање сајбер сигурности, корпоративног опорезивања, америчке производње и очувања животне средине. Кук је 2014. постао први извршни директор компаније који је јавно рекао да је геј.

## Детињство и школовање
Кук је рођен у Мобилу, Алабама, САД. Крштен је у Баптистичкој цркви, а одрастао је у оближњем Робертсдејлу. Његов отац, Доналд, био је бродоградитељ, а његова мајка, Жералдин, радила је у апотеци.
Кук је дипломирао на средњој школи Робертсдејл. Добио је диплому индустријског инжењеринга на Универзитету Аубурн 1982. године, а магистрирао је на Универзитету Дјук 1988. године.

## Приватни живот
Дана 30. октобра 2014. године, Кук је у уредништву за Блумберг бизниса рекао: „Поносан сам што сам геј, и сматрам да је бити геј међу највећим даровима које ми је Бог дао.” Кук је такође објаснио да је он био отворен по питању његове сексуалности „годинама” и док су многи људи у Еплу били упознати са његовом сексуалном оријентацијом, он је желео да се фокусира на Еплове производе и купце, а не на његов лични живот. 